# The Heart of Ezra Greer
The Heart of Ezra Greer er en amerikansk stumfilm fra 1917 af Emile Chautard.

## Medvirkende
- Frederick Warde som Ezra Greer.
- Leila Frost som Mary Greer.
- George J. Forth som Jack Denbeigh.
- Thomas A. Curran
- Lillian Müller som Amy Devers.